# 茅野健
茅野 健（かやの たけし、1910年2月24日 - 1997年12月29日）は、日本の技術者。

## 経歴
東京都生まれ。東京帝国大学工学部電気工学科卒業。日本放送協会技術研究所員、田辺製薬取締役を経て陸軍多摩研究所技師。1944年名古屋帝国大学教授になる。その後電電公社経営調査室次長を経て、松下通信工業専務取締役、松下電器産業技術本部東京事務所長。株式会社オーケンの社長になる。1958年にデミング賞を受賞。
（節出典：「平常心」三笠書房 知的生きかた文庫 著者プロフィール欄）

## 著書
- 「平常心 - 心を豊かにする法」（1974年、産業能率大学出版部、ISBN 9784382043015/1987年、三笠書房、ISBN 9784837901785）
- 「信頼の心 - 裏切りの科学」（1976年、産業能率大学出版部、ISBN 9784382044296）
- 「知的行動 - これからの部課長のために」 （1976年、日科技連出版社、ISBN 9784817190079）
- 「探究心 - 知的探検の方法」（1978年、産業能率短期大学出版部、ISBN 9784382045545）
- 「日本のファミリー社会 - 悪魔のいない国」（1979年、マネジメント社、ISBN 9784837800491）
- 「研究・開発」（1981年/1988年、日本規格協会、ISBN 9784542801370）
- 「マーケティング」（1981年、日本規格協会、ISBN 9784542801202）
- 「創造性 - 平凡化をぶち破れ!」（1985年、三笠書房、ISBN 9784837900627）
- 「ビジネス活性46訓 - 底力を発揮する仏教名句」（1987年、佼成出版社、ISBN 9784333012626）